# CSD Câmara de Lobos
El CSD Camara de Lobos es un equipo de fútbol de Portugal que juega en la Liga Regional de Madeira, quinta división de fútbol en el país.

## Historia
Fue fundado el 28 de septiembre de 1977 en la ciudad de Camara de Lobos en la Región Autónoma de Madeira por un grupo de aficionados al fútbol en el consejo, convirtiéndose en el primer equipo de fútbol fundado en él. El club también cuenta con secciones en otros deportes como tenis de mesa, futsal y voleibol.
Fue hasta la temporada 2010/11 que sale de las ligas regionales luego de obtener el ascenso a la desaparecida Tercera División de Portugal, liga en la cual duró solo una temporada.
En la temporada 2016/17 gana el título regional y consigue el ascenso al Campeonato de Portugal por primera vez en su historia.

## Palmarés
- Liga Regional de Madeira: 3

2009/10, 2016/17, 2018/19